# Pale (divinità)
Pale era una oscura divinità rustica della mitologia romana, protettrice degli allevatori e del bestiame. Scarne le informazioni che ci sono giunte, tanto che a volte era identificato come dio maschile, altre volte quale dea e talora persino come una coppia di dèi (il latino "pales" può essere variamente interpretato, singolare o plurale). Venerata con gli epiteti di "montana", in quanto foriera di pascoli abbondanti sulle alture, e "pastoria", a causa del mestiere generalmente esercitato dai suoi devoti, insieme a Giunone stornava infezioni e assalti di animali feroci dal bestiame grosso e minuto;  secondo la testimonianza di Tibullo, i fedeli collocavano sotto gli alberi la sua immagine rozzamente scolpita nel legno.
Il 21 aprile era celebrata in suo onore la festa di purificazione delle greggi, i Palilia (o Parilia): compiuto il sacrificio rituale, si accendevano mucchi di paglia o di fieno disposti in file e vi si conducevano attraverso i capi d'allevamento, seguiti dai pastori stessi, che procedevano saltando; in seguito alla cerimonia si sovrappose quella per il Natale di Roma.
Nel 267 a.C. il console Marco Atilio Regolo consacrò un tempio proprio a Pale, dea dei pastori per propiziarsi il successo sui Salentini.